# Coelho
Os coelhos são uma espécie de mamíferos quadrúpedes da ordem dos lagomorfos pertencente à família dos leporídeos, em geral dos gêneros Oryctolagus e Sylvilagus. Caracterizam-se pelas orelhas e patas compridas e vasta pelagem. Esses pequenos mamíferos encontram-se facilmente em muitas regiões do planeta. São animais herbívoros utilizados pelo homem para alimentação, o pêlo para vestuário ou comumente como cobaias em estudos científicos.
O ser humano introduziu o coelho-europeu na Austrália no século XIX, em um episódio que perturbou o meio ambiente naquele país. Ao chegar na Austrália, o coelho-europeu multiplicou-se com uma taxa muito elevada por não ter predador natural, e se transformou num empecilho que prejudicou economicamente a agricultura. A totalidade dos esforços para o controle da situação não tiveram utilidade. Mas um dia chegou a disseminação da mixomatose infecciosa. A mixomatose infecciosa é uma doença endêmica entre os coelhos brasileiros. Porém, o índice provável de fatalidade no coelho-europeu foi de infelizmente 99% dos casos.

## Definição

### Etimologia
As línguas pré-romanas que existiam na Península Ibérica originaram o termo latino cuniculu que, por sua vez, deu origem ao termo "coelho".
O termo é utilizado para se referir às espécies de oito géneros, incluindo o coelho-de-amami (Pentalagus), os coelhos-americanos (Sylvilagus) e o coelho-pigmeu (Brachylagus). Alguns autores incluem o género Caprolagus no grupo dos coelhos (coelho-asiático), mas a maioria classifica-o como pertencente às lebres. A espécie mais comum é a Oryctolagus cuniculus, ou coelho-europeu.

## Classificação
- Família Leporidae
  - Gênero Pentalagus Lyon, 1904
    -       - Pentalagus furnessi (Stone, 1900) - Coelho-de-Amami

  - Gênero Bunolagus Thomas, 1929
    -       - Bunolagus monticularis (Thomas, 1903) -Coelho-bosquímano

  - Gênero Nesolagus Forsyth-Major, 1899
    -       - Nesolagus netscheri (Schlegel, 1880) - Coelho-de-Sumatra ou Coelho-listrado-de-Sumatra
      - Nesolagus timminsi Averianov, Abramov e Tikhonov, 2000 - Coelho-listrado-de-Annam

  - Gênero Romerolagus Merriam, 1896
    -       - Romerolagus diazi (Ferrari-Pérez, 1893) - Coelho-Zacatuche

  - Gênero Brachylagus Miller, 1900
    -       - Brachylagus idahoensis (Merriam, 1891) - Coelho-pigmeu

  - Gênero Sylvilagus Gray, 1867
    - Subgênero Tapeti Gray, 1867
      - Sylvilagus aquaticus (Bachman, 1837) - Coelho-do-pântano
      - Sylvilagus brasiliensis (Linnaeus, 1758) - Tapiti ou Coelho-brasileiro
      - Sylvilagus dicei Harris, 1932 - Coelho-de-Dice
      - Sylvilagus insonus (Nelson, 1904) - Coelho-de-Omilteme
      - Sylvilagus palustris (Bachman, 1837) - Coelho-do-brejo
      - Sylvilagus varynaensis Durant e Guevara, 2001 - Coelho-de-Barinas

    - Subgênero Sylvilagus Gray, 1867
      - Sylvilagus audubonii (Baird, 1858) - Coelho-do-deserto
      - Sylvilagus cognatus Nelson, 1907
      - Sylvilagus cunicularius (Waterhouse, 1848) - Coelho-mexicano
      - Sylvilagus floridanus (J. A. Allen, 1890) - Coelho-da-Flórida
      - Sylvilagus graysoni (J. A. Allen, 1877) - Coelho-das-Três-Marias
      - Sylvilagus nuttallii (Bachman, 1837) - Coelho-de-Nuttall
      - Sylvilagus obscurus Chapman e Cramer, 1992 - Coelho-das-Apalaches
      - Sylvilagus robustus (Bailey, 1905)
      - Sylvilagus transitionalis (Bangs, 1895) - Coelho-da-Nova-Inglaterra

    - Subgênero Microlagus Trouessart, 1897
      - Sylvilagus bachmani (Waterhouse, 1839) - Coelho-do-chaparral
      - Sylvilagus mansuetus Nelson, 1902 - Coelho-de-São-José

  - Gênero Oryctolagus Liljeborg, 1874
    -       - Oryctolagus cuniculus - Coelho-comum ou Coelho-europeu

  - Gênero Poelagus St. Leger, 1932
    -       - Poelagus marjorita (St. Leger, 1929) - Coelho-de-Bunyoro

  - Gênero Pronolagus Lyon, 1904
    -       - Pronolagus crassicaudatus (I. Geoffroy St.-Hilaire, 1832) - Lebre-vermelha-de-Natal
      - Pronolagus randensis Jameson, 1907 - Lebre-vermelha-de-Jameson
      - Pronolagus rupestris (A. Smith, 1834) - Lebre-vermelha-de-Smith

  - Gênero Caprolagus Blyth, 1845
    -       - Caprolagus hispidus (Pearson, 1839) - Coelho-asiático

  - Gênero Lepus Linnaeus, 1758
    - Subgênero Macrotolagus Mearns, 1895
      - Lepus alleni Mearns, 1890 - Lebre-antílope

    - Subgênero Poecilolagus Lyon, 1904
      - Lepus americanus Erxleben, 1777 - Lebre-americana

    - Subgênero Lepus Linnaeus, 1758
      - Lepus arcticus Ross, 1819 - Lebre-ártica
      - Lepus othus Merriam, 1900 - Lebre-da-Beríngia
      - Lepus timidus Linnaeus, 1758 - Lebre-da-Eurásia

    - Subgênero Proeulagus Gureev, 1964
      - Lepus californicus Gray, 1837 - Lebre-da-Califórnia ou lebre-de-cauda-negra
      - Lepus callotis Wagler, 1830 - Lebre-de-flanco-branco
      - Lepus capensis Linnaeus, 1758 - Lebre-do-Cabo ou Lebre-marron-africana
      - Lepus flavigularis Wagner, 1844 - Lebre-de-Tehuantepec
      - Lepus insularis Bryant, 1891 - Lebre-negra
      - Lepus saxatilis F. Cuvier, 1823
      - Lepus tibetanus Waterhouse, 1841
      - Lepus tolai Pallas, 1778 - Lebre-de-Tolai

    - Subgênero Eulagos Gray, 1867
      - Lepus castroviejoi Palacios, 1977 - Lebre-cantábrica
      - Lepus comus J. A. Allen, 1927 - Lebre-de-Yunnan
      - Lepus coreanus Thomas, 1892 - Lebre-coreana
      - Lepus corsicanus De Winton, 1898 - Lebre-italiana
      - Lepus europaeus Pallas, 1778 - Lebre-comum ou lebre-marron-européia
      - Lepus granatensis Rosenhauser, 1856 - Lebre-ibérica
      - Lepus mandshuricus Radde, 1861 - Lebre-da-Manchúria
      - Lepus oiostolus Hodgson, 1840 - Lebre-peluda
      - Lepus starcki Petter, 1963 - Lebre-dos-planaltos-etíopes
      - Lepus townsendii Bachman, 1839 - Lebre-de-cauda-branca

    - Subgênero Sabanalagus Averianov, 1998
      - Lepus fagani Thomas, 1903 - Lebre-etíope
      - Lepus microtis Heuglin, 1865 - Lebre-das-savanas

    - Subgênero Indolagus Gureev, 1953
      - Lepus hainanus Swinhoe, 1870 - Lebre-de-Hainan
      - Lepus nigricollis F. Cuvier, 1823 - Lebre-indiana
      - Lepus peguensis Blyth, 1855 - Lebre-da-Birmânia

    - Subgênero Sinolagus Averianov, 1998
      - Lepus sinensis Gray, 1832 - Lebre-chinesa

    - Subgênero Tarimolagus Gureev, 1947
      - Lepus yarkandensis Günther, 1875 - Lebre-de-Yarkand

    - Subgênero Incertae sedis
      - Lepus brachyurus Temminck, 1845 - Lebre-japonesa
      - Lepus habessinicus Hemprich e Ehrenberger, 1832 - Lebre-da-Abissínia

## Origem e história da domesticação

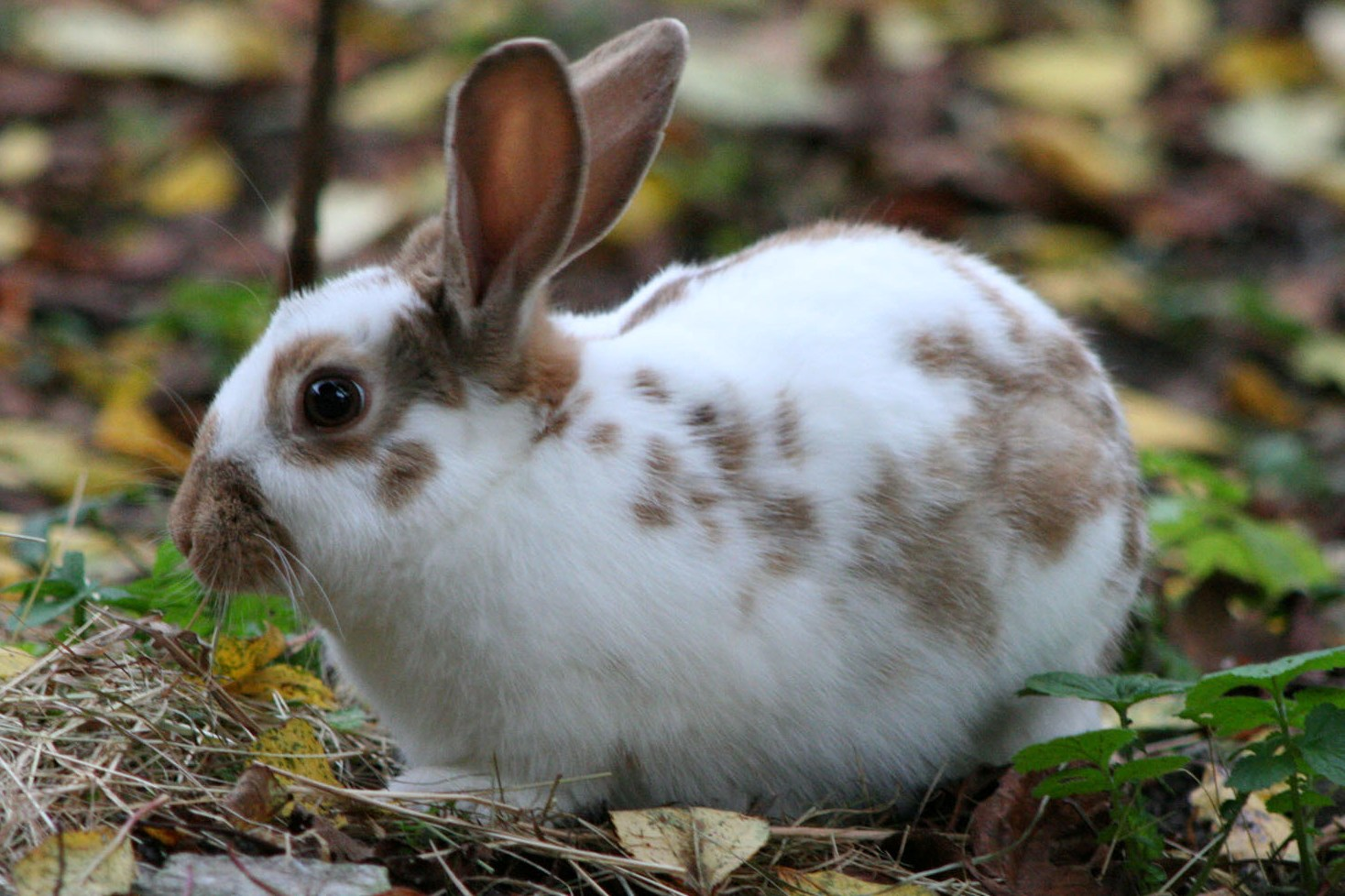
Imagem de um coelho branco com manchas marrons, em floresta.

Não é duvidoso ou controverso o fato de que a totalidade dos coelhos domésticos é formada por descendentes do coelho selvagem europeu (Oryctolagus cuniculus). Basta compararmos e teremos uma visão de que eles não são apreciavelmente diferentes. Os coelhos e lebres não têm diferenças apreciáveis tanto nas suas formas, fisiologia ou hereditariedade. Todas essas diferenças apreciáveis não incluem o caráter calmo do doméstico e o arisco do selvagem. O fato que se conhece é que, se dermos liberdade aos coelhos-domésticos nos campos, eles logo vão ser transformados em animais selvagens. Enquanto isso, se dermos prisão a certos filhotes de coelhos selvagens, eles vão se tranquilizar e terão facilidade de domesticação. Porém, os coelhos têm possibilidade de conservação a um fato muito propenso de retornar à vida selvagem. Não existe outro animal, exceto, talvez, o cachorro, durante o fato do homem ter domesticado, que tanto se transformou como os coelhos.
Do coelho selvagem europeu, originou-se a obtenção de muitas raças diferentemente coloridas e pesadas. Dentre as raças de coelhos, os Gigantes de Flandres tiveram o alcance de um peso da ordem de 9 kg. Essa medida de peso constitui a representação de 5 vezes superiores em relação ao peso do coelho selvagem. Além disso, o coelho foi profundamente modificado na cor do manto, na cor dos olhos e no comprimento do pelo e das orelhas. Já 2600 anos antes da era cristã, de acordo com o que dizem os estudiosos da área, a referência dada por Confúcio, um chinês, era o fato de que o coelho existia na China.
A consideração da maior parte dos autores é de que o coelho se originou na Península Ibérica, mais precisamente na Espanha. Apesar disso, o julgamento de outros autores é de que o seu berço é a África. Outros ainda, o sul da Europa. A opinião dos que têm como consideração de que a África é o berço do coelho, se refere à sua transferência para a Europa. Existem, aqueles que se espalham nas regiões montanhosas da Arábia, Síria e Palestina, um animal que se parece muito com o coelho: ele se chama "sphan". De maneira provável, isso tem levado os Fenícios a darem a denominação de "sphania". O termo "sphania" tem o significado de costa dos coelhos. A costa dos coelhos, atualmente Espanha, foi a região onde ocorreu o desembarque dos fenícios. A origem do nome Espanha vem do fato de que muitos desses animais foram encontrados pelos fenícios. Os fenícios, propriamente ditos, foram responsáveis pela confusão do coelho com aquele roedor do Oriente. Estrabão, o grande geógrafo grego também chamou de "Cuniculosa" a Hispânia. A menção dada por Estrabão se refere à rápida multiplicação dos os coelhos. Por causa disso, foram transformados em animais perigosos para os seus habitantes.
A afirmação dada por Plínio se refere à dispersão dos coelhos, de Tarragona para as ilhas do mar Mediterrâneo e a grande reprodução deles na ilha Minorca. Por causa disso, houve o pedido feito pelos seus moradores ao Imperador Romano Augusto do envio de seus legionários para o combate desses pequenos animais perigosos. Das ilhas Baleares, de acordo com o que diz Ayala, a disseminação dos coelhos ocorreu pelos países mediterrâneos e, daí, pela Europa Central e do Norte.
Na Inglaterra, de acordo com o que diz Brehn, os entusiastas da caça introduziram o coelho em 1309. Os antigos egípcios, gregos, hindus e chineses já tiveram criação de coelhos de acordo com revelação feita nos documentos escritos nos séculos XVIII e XIX. Na cultura da China o coelho é o símbolo da fecundidade. Naquele país, os chineses sacrificaram em 1600 templos uma quantidade superior a 30 mil coelhos. Durante a primavera, o pedido feito pelos chineses aos deuses se referia à fecundidade da terra da mesma forma que esses animais. Já, no outono, os chineses agradeceram pela produção feita pela terra.
Hoje em dia, os coelhos se espalham pela totalidade dos continentes. A sua grande capacidade de reprodução, ou seja, o fato de serem prolíficos é a mais importante característica que têm. A grande capacidade que têm de se reproduzirem tem reconhecimento a partir da mais alta antiguidade. A qualidade que torna um dos animais domésticos de maior perigo de descontrolar animais (se tiver um macho e uma fêmea). A cunicultura terá a possibilidade de alcance da imensidão de um número imenso. Quando os coelhos machos chegam à idade adulta tornam-se briguentos. Isso dificulta o seu controle. Os coelhos, como já mencionado, é originário da Europa.
Como o homem levou os coelhos para a Austrália, não se deram de encontro com inimigos naturais e sim clima de sol e variedade e abundância de alimentação. Na Austrália, ocorreu a rápida multiplicação dos coelhos em grande quantidade. Foram transformados em animais terrivelmente epidêmicos. A terrível praga dos coelhos foi um problema de calamidade pública até agora sem solução. Isso porque os coelhos prejudicaram muito a agricultura australiana. Foram responsáveis pela devastação das suas pastagens e plantações. Atualmente, calcula-se em 500 milhões o número de coelhos que existem na Austrália.
A situação chegou a tal ponto em que a praga biológica dos coelhos invadiu a totalidade da Austrália. O homem construiu uma cerca de tela feita de arame de 2 metros de altura e com 2 240 km de extensão. Os australianos dividiram o país em ambas as partes. Uma delas os coelhos dominam. A totalidade dos métodos para combater e exterminar essa qualidade dos coelhos já tiveram várias tentativas. Porém os resultados não satisfizeram. Por serem prolíficos, foram transformados em animais perigosos na Austrália. O mesmo já está tendo início de ocorrência no sul da Argentina e do Chile.

## Características

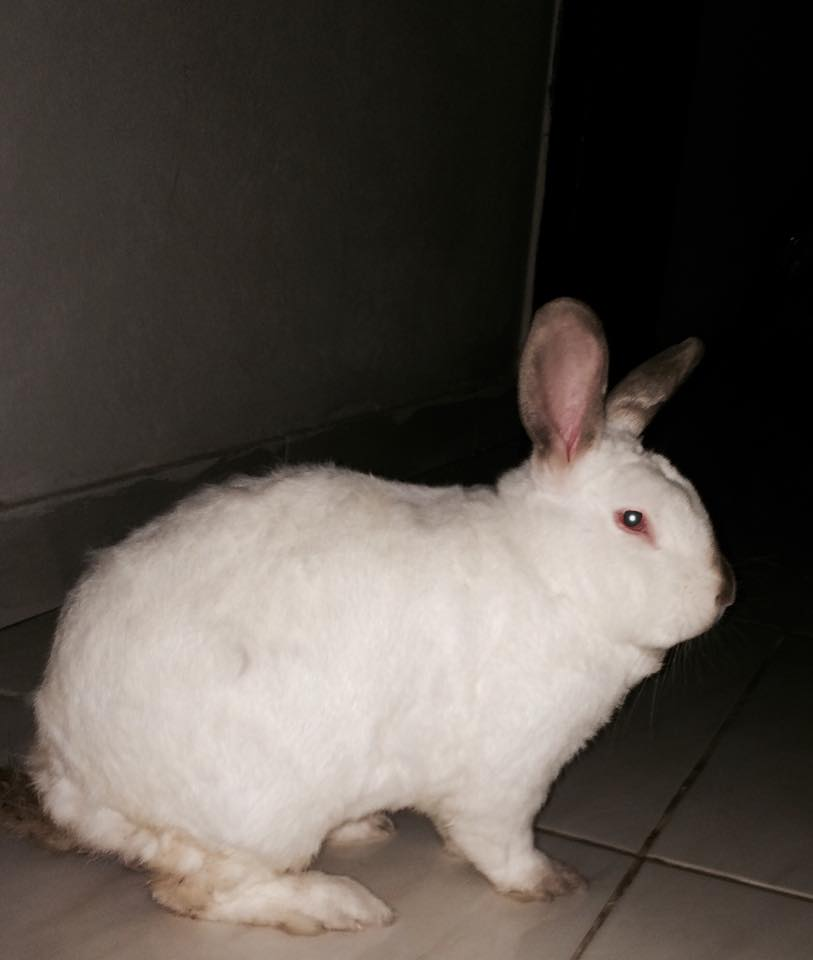
Coelho albino adulto

Anatomia interna do coelho.

A pelagem dos coelhos selvagens é grossa e macia nas cores marrom (castanho) e cinza, branco e preto. O coelho doméstico pode nascer com coloração preteada, acastanhada, acinzentada, branqueada, ou ter apresentação dessas cores que combinam entre si. O alcance do comprimento de um coelho selvagem adulto varia entre 20 e 35 cm e sua pesagem na balança varia entre um e 2,5 kg. Os coelhos a serem criados podem ter muita grandeza de tamanho e cuja pesagem seja superior a 2,5 kg. As fêmeas geralmente tem mais grandeza de tamanho do que os machos. A esperança de vida da maior parte dos coelhos é uma idade superior a quatro anos em estado selvagem. O motivo disso é que os coelhos selvagens são imensamente velozes para fugir dos inimigos. A maioria dos coelhos utilizados para criação, enquanto animais de estimação, têm como expectativa de vida uma idade que dura até dez anos.
Os olhos do coelho estão localizados nos lados direito e esquerdo da cabeça. Consequentemente, o animal pode ter a visão de objetos que se situam na parte traseira dele ou de ambos os lados melhor do que se estiverem à sua frente. Os coelhos podem fazer o movimento das orelhas compridas de uma vez ou separadamente, para a captação de sons, mesmo fracos, que vêm de qualquer lugar direcionado. Os coelhos também são dependentes do aguçamento de seu olfato  para dar advertência do perigo. A aparência do coelho é a movimentação ininterrupta do nariz.
Antigamente os biólogos classificavam os coelhos como roedores. Como os castores, camundongos e outros roedores, seus dentes têm boa adaptação para a roedura. Porém, em contrapartida dos roedores, seu par é de dentes menores no reverso dos dentes grandes dianteiros.
O comprimento da cauda do coelho é superior a 5 cm de comprimento e tem cobertura de pelo macio e fofo que lhe dá uma aparência de globo. A cor da pelagem abaixo da cauda da maior parte das espécies de coelho é mais clara do que acima. Os coelhos-de-rabo-de-algodão que vivem nos Estados Unidos e no Canadá se chamam com esse nome porque a cor dos pelos é branca ou cinza-clara logo abaixo da cauda.

## Relação entre o coelho e a lebre
Coelhos não devem ser confundidos com lebres. O motivo disso é que, apesar de serem parecidas em distância genealógica, por pertencerem também à mesma família taxonômica, têm muitas diferenças completas das que os coelhos apresentam.
Existem grandes semelhanças entre coelhos e lebres. Por isso, coelhos e lebres se confundem muito. Algumas vezes se designam de maneira errada. O tamanho da maior parte dos coelhos é menor que o das lebres. Já, o comprimento das orelhas dos coelhos é mais curto. O reconhecimento dos animais pode ser feito na época em que nascem os filhotes. Primeiro, um coelho que nasceu há pouco tempo não é capaz de enxergar. Segundo, não é coberto de pelo. E, terceiro quase não pode fazer movimento. Uma lebre que nasceu há pouco tempo tem boa visão. A pelagem da lebre é dotada de beleza. A lebre pode fazer o salto em poucas horas depois de seu nascimento. Além disso, o tamanho e a forma dos ossos cranianos que o coelho tem, diferencia-se dos ossos cranianos que tem a lebre.
Coelhos e lebres são pertencentes à mesma ordem, Lagomorfa. O nome que se dá a essa ordem é derivada de duas palavras gregas que têm o significado de "forma de lebre". Para fazer o estudo de onde a ordem é colocada no reino animal, veja Classificação científica.
| Coelhos | Lebres |
| --- | --- |
| Têm habitat nos campos | Têm habitat nos campos e bosques                                                                                            |
| Vivem em colônias | Vivem aos casais |
| Fazem a perfuração de buracos no subsolo                                                                                        | Têm habitat em campo aberto                                                                                                 |
| Quando sentem-se ameaçados, dão entrada nos buracos que cavaram                                                                 | Quando são ameaçados, fazem a fuga rápida                                                                                   |
| Sua velocidade é maior do que a das lebres, porém, cansam-se rápido                                                             | São velozes iguais aos coelhos quando correm, com a diferença de serem mais resistentes e poderem correr distâncias maiores |
| Quando estão ameaçados, batem no chão com a pata de trás, para dar advertência aos seus companheiros                            | Não dão tapa no solo |
| Criam filhotes em ninhos no subsolo                                                                                             | Criam filhotes em ninhos sob preparo acima do solo                                                                          |
| O macho adulto pesa entre 2 e 3 kg e a pesagem de apenas em raças que sofreram aperfeiçoamento, varia entre 6, 7 ou mais quilos | No campo, o alcance de peso varia entre 5 e 6 quilos                                                                        |
| Seu corpo mede entre 40 e 45 cm de comprimento                                                                                  | Entre 60 e 70 cm |
| Sua cabeça mede 8 cm de comprimento                                                                                             | 12 cm |
| Sua cauda mede 6 cm de comprimento                                                                                              | Entre 9 e 10 cm |
| Suas orelhas medem 8 cm de comprimento                                                                                          | Entre 12 a 15 cm |
| O comprimento da orelha é menor do que o da cabeça                                                                              | Comprimento da orelha maior do que o da cabeça                                                                              |
| Corpo dotado de pequeno comprimento e macicez                                                                                   | Corpo dotado de grande comprimento e aerodinâmica                                                                           |
| Coloração selvagem, predominando pelos acinzentados                                                                             | Cor selvagem, predominando pelos vermelhos                                                                                  |
| Subpelo azul | Subpelo branqueado |
| Pontas das orelhas com bordas preteadas                                                                                         | Pontas das orelhas com estrias preteadas dotadas de grandeza                                                                |
| Pelos dotados de camadas e suavidade ao tato                                                                                    | Pelos dotados de um pouco de levantamento e de um pouco de aspereza                                                         |
| O comprimento das cerdas varia entre 2 e 3 cm e o velo tem menor comprimento do que o da lebre                                  | Cerdas de 6 a 7 cm e o velo mais comprido que o dos coelhos                                                                 |
| Cor branqueada da carne | Cor avermelhada da carne |
| O osso zigomático tem grande comprimento e largura                                                                              | O osso zigomático tem pequeno comprimento e estreiteza                                                                      |
| O osso interparietal tem boa distinção dos parietais                                                                            | O osso interparietal tem boa união aos parietais                                                                            |
| O úmero tem maior comprimento do que o do rádio                                                                                 | O úmero tem menor comprimento do que o do rádio                                                                             |
| Cúbito dotado de força, de maior grossura do que a do rádio                                                                     | Cúbito de maior comprimento e fraqueza do que o rádio                                                                       |
| Falanges que terminam nos dedos terminais dotados de soldagem em "canaletas"                                                    | falanges desprovidas de "canaletas"                                                                                         |
| Íris morena escura | íris amarela escura |
| Entre 3 e 6 placas de Peyer com localização anatômica no intestino delgado                                                      | Entre 8 e 10 placas de Peyer com localização anatômica no intestino delgado                                                 |
| A duração da gestação varia entre 30 e 31 dias                                                                                  | A gestação dura variavelmente entre 38 e 40 dias                                                                            |
| Um pouco após o nascimento os láparos não têm pelos e os olhos ainda não abriram                                                | O nascimento dos filhotes permite que sejam peludos e abrem seus olhos                                                      |
| O número de láparos tem variação entre 1 e 14 crias                                                                             | Geralmente dá 1 a 4 crias, raramente nascendo mais filhotes                                                                 |
| O habitat dos láparos é no ninho                                                                                                | O nascimento dos filhotes ocorre no ninho                                                                                   |
| Os láparos são dependentes da mãe em menos de um 1 mês                                                                          | Os láparos são dependentes da mãe por diminuto tempo                                                                        |

## Distribuição geográfica e habitat

### Coelho europeu

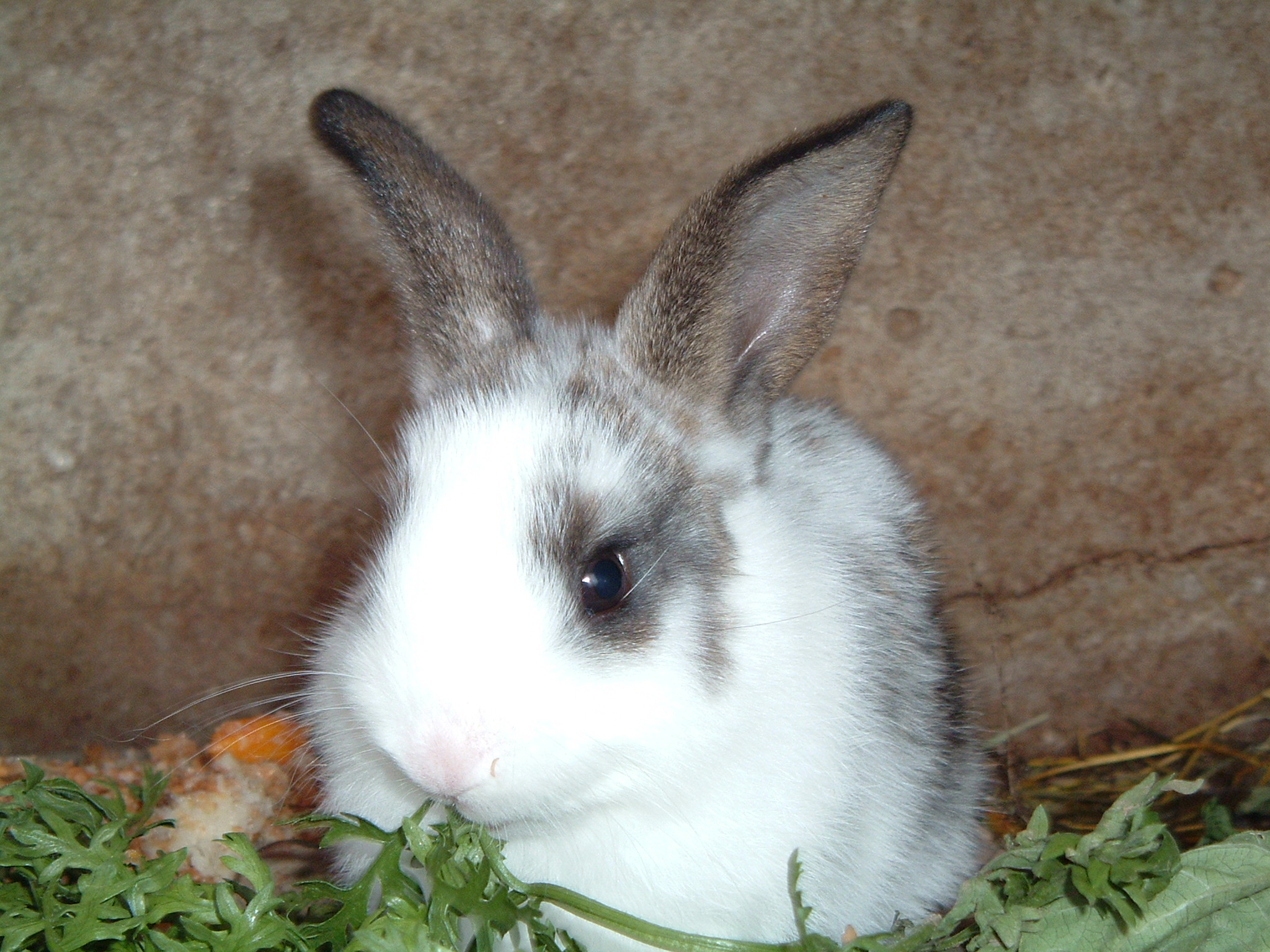
Um filhote de coelho-europeu-doméstico.

O coelho-europeu se originou na Península Ibérica, na extremidade sul-ocidental da Europa. Atualmente, o coelho-europeu (Oryctolagus cuniculus) está espalhado pela totalidade do continente. Nos últimos séculos, se espalhou pela totalidade do mundo. Não era capaz de defender-se da perseguição pelos seus predadores (lobos, raposas, aves de rapina e o próprio homem). Por isso, deu a eterna confiança à sua audição privilegiada e ao seu olfato. Sua confiança na audição privilegiada e no olfato é igual ao fato de que costuma andar à noite e se abrigar no subsolo. De acordo com que muitos especialistas afirmam, seu ouvido faz a distinção de sons que o homem não é capaz de ouvir.
A fêmea do coelho-europeu é um animal que tem muita prolificidade. A coelha pode dar à luz a partir da idade de seis meses. O período de gestação tem duração pouco inferior de seis semanas. A partir disso, em cada uma das quatro e seis ninhadas a cada ano ocorre o nascimento dentre quatro e oito filhotes, sem visão e pelados. Doze horas após o nascimento dos filhos, a fêmea já pode se acasalar outra vez. Porém em 60% das gestações os embriões se encontram sob reabsorção da progenitora. Em especial, isso ocorre no momento em que os embriões aglomeram em excesso ou quando são há precariedade das condições de alimentação ou, geralmente, do ambiente.
Sua carne tem grande grande sabor, e a pele, grande apreciação. Porém, a consideração dada pela maioria dos seres humanos é a dificuldade de conhecimento de que se essas caraterísticas dão compensação dos prejuízos que a espécie causou com frequência à agricultura. Do coelho-europeu selvagem é originária a totalidade dos tipos de coelho doméstico, utilizado para criação e obtenção de carne na maioria dos países, e a que se chama "lebre belga".

### Coelhos das Américas
O gênero Sylvilagus é uma classificação científica na qual são abrangidos os tapitis do Brasil e uma variedade de espécies que vivem na América do Norte, mais precisamente nos Estados Unidos, onde são chamados de cotton tail rabbits (coelhos de cauda de algodão) e marsh rabbits (coelhos dos mangues). Com certeza, são as espécies mais comuns que integram a família dos leporídeos na América do Norte, com menos tamanho do que as lebres de verdade e com membros posteriores, cauda e orelhas de menor comprimento. Também são diferentes daquelas nos hábitos, dando preferência à esquivança até se esconder nas proximidades de algum lugar dando confiança na corrida. São parecidos e se comportam como o coelho-europeu. Apesar disso, não embora não fazem escavação de galerias.

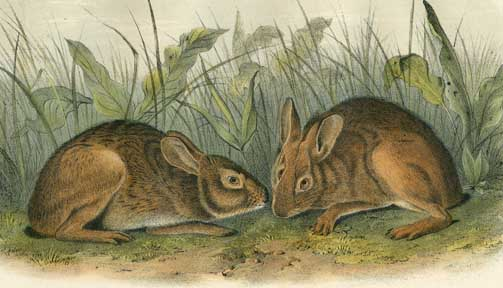
Tapiti (Sylvilagus brasiliensis).

O nome científico do tapiti é Sylvilagus brasiliensis. Os brasileiros também o conhecem pelo nome de candimba ou, de maneira imprópria, pelo nome de lebre. Seu comprimento é superior a 35 cm e a cor da sua pele é amarelo parda, apresentando chamalote com pelos preteados. Existem três tipos de habitat onde vive o tapiti. São eles: campos sujos (1); nas roças que sofreram abandono; e às margens das florestas. Mas, neste último habitat, o tapiti não costuma entrar. O cotidiano do tapiti ocorre em touceiras. Das touceiras tem saída no período noturno à procura de vegetais tenros. Não faz escavação de buracos no solo. Pode realizar a invasão à plantações sem danificar apreciavelmente, porque não tem muita prolificidade.

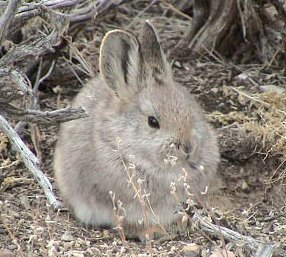
Pigmeu do idaho.

Existem outras duas espécies que representam a família dos leporídeos. São elas: o Brachylagus idahoensis e o Romerlagus nelsoni. O Brachylagus idahoensis (pigmeu do Idaho) tem comprimento pouco superior a trinta centímetros. O raro pigmeu mexicano (Romerolagus nelsoni) é um pouco superior. Essa última espécie de coelho americano não tem cauda. Por isso, o Romerolagus nelsoni se parece mais com os as espécies que compõem a família dos octonídeos, os lágomis e assemelhados.

## Comportamento
Estes animais costumam viver em bando e ocupando territórios de até 15 m². Os machos costumam brigar disputando a liderança do bando. A hierarquia é importante, visto que os machos dominantes têm prioridade na época de acasalar. Normalmente, o coelho tem hábitos noturnos. Geralmente são silenciosos, mas emitem um som estridente quando estão machucados ou assustados.

Os coelhos têm no homem como o maior predador que os persegue. Durante um ano, os caçadores causam a matança de milhares de coelhos por esporte. Agricultores também causam a matança de coelhos para favorecer a proteção das colheitas. Outros predadores que perseguem os coelhos são os coiotes, raposas, bisões e fuinhas. Gaviões, corujas e certas outras aves são responsáveis pela captura de coelhos para serem comidos. A maioria dos caninos e felinos também são responsável pela captura dos coelhos. 
Em geral, existe a tentativa dos coelhos de fuga ao predador que os persegue. Se um coelho está presente em campo dotado de abertura, não podem se mexer e esperar a retirada do predador que o persegue. Se houver aproximação do inimigo, o coelho faz a corrida rápida para a sua salvação. O susto de um coelho assustado permite que o animal salte a uma distância superior 3 metros e que aumente o salto para 100 km/h. O coelho faz a tentativa de confusão do inimigo fazendo a corrida em ziguezague. Ocasionalmente, sai voltando fazendo o caminho certo de sua própria trilha. A partir daí, dá um salto em outra direção. Finalmente, pode meter-se numa toca ou numa grande quantidade de galhos para servir-lhe de esconderijo.

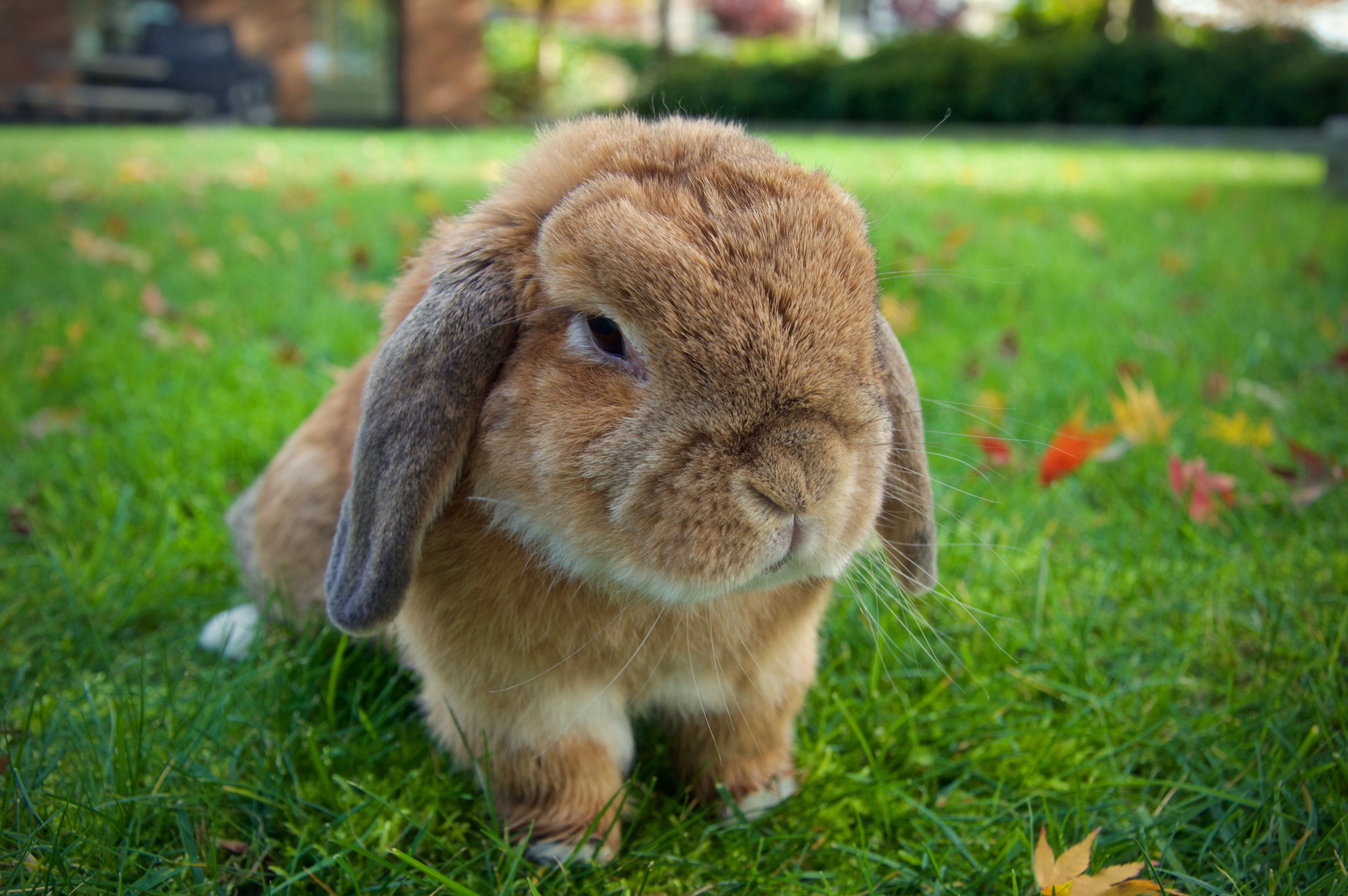
Coelho Mini Lop
Os coelhos da raça Mini Lop, deram origem a partir do cruzamento de diversas raças de coelhos, chinchila, entre outras, um coelho da raça, embora tenha o nome mini não é tão pequeno podendo chegar a 60cm e pesar 3Kg, a raça foi oficialmente reconhecida em 1980 pela American Rabbit Breeders Association (ARB), a raça possui um corpo compacto, uma musculatura muito desenvolvida, com um formato arredondado e orelhas caídas e largas, a pelagem possui comprimento médio, é densa brilhante e macia, a pelagem necessita uma escovação constante, mas banhos não são recomendados,  a expectativa de vida de um coelho da raça Mini Lop varia de 8 a 10 anos.
Os coelhos dessa raça são extremamente amigáveis e afetuosos, só ficam irritados quando não se movimentam o suficiente.
É necessário um espaço adaptado para os coelhos, para sua personalidade ficar equilibrada, se precisar manter em uma gaiola, o melhor é que seja uma gaiola com um amplo espaço.
Sua dieta deve ser a base de vegetais, feno e alguma ração.
Cores do coelho Mini Lop
·    Canela
·    Cinza azulado
·    Laranja
·    Branco
·    Chocolate
·    Chinchilla
·    Tricolor

## Hábitos alimentares e/ou dieta

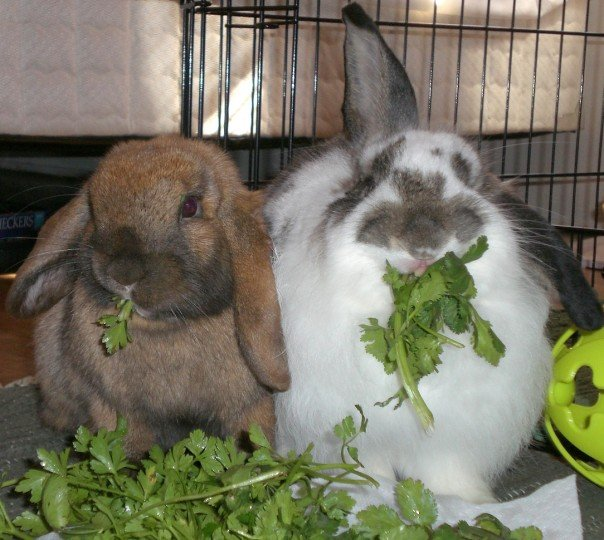
Coelhos comendo folhas de coentro.

A maior parte dos coelhos come e mostra-se ativa do anoitecer ao amanhecer, e passa o dia em descanso e a dormir. O coelho come muitas espécies de plantas. Na primavera e no verão, seu alimento são folhas verdes incluindo trevos, capins e outras ervas. No inverno, comem galhinhos, cascas e frutos de arbustos e árvores. Os coelhos às vezes causam prejuízo à lavoura porque mordiscam os brotos tenros de feijão,ervilha,soja e outras plantas. Também danificam árvores de fruto porque roem a casca. É importante ressaltar que os coelhos podem ter cenoura e chicória como alimentação, além de outros legumes e verduras. Mas não devem comer estes excessivamente, pois esses alimentos podem causar doenças alimentares.[carece de fontes?]

## Doenças

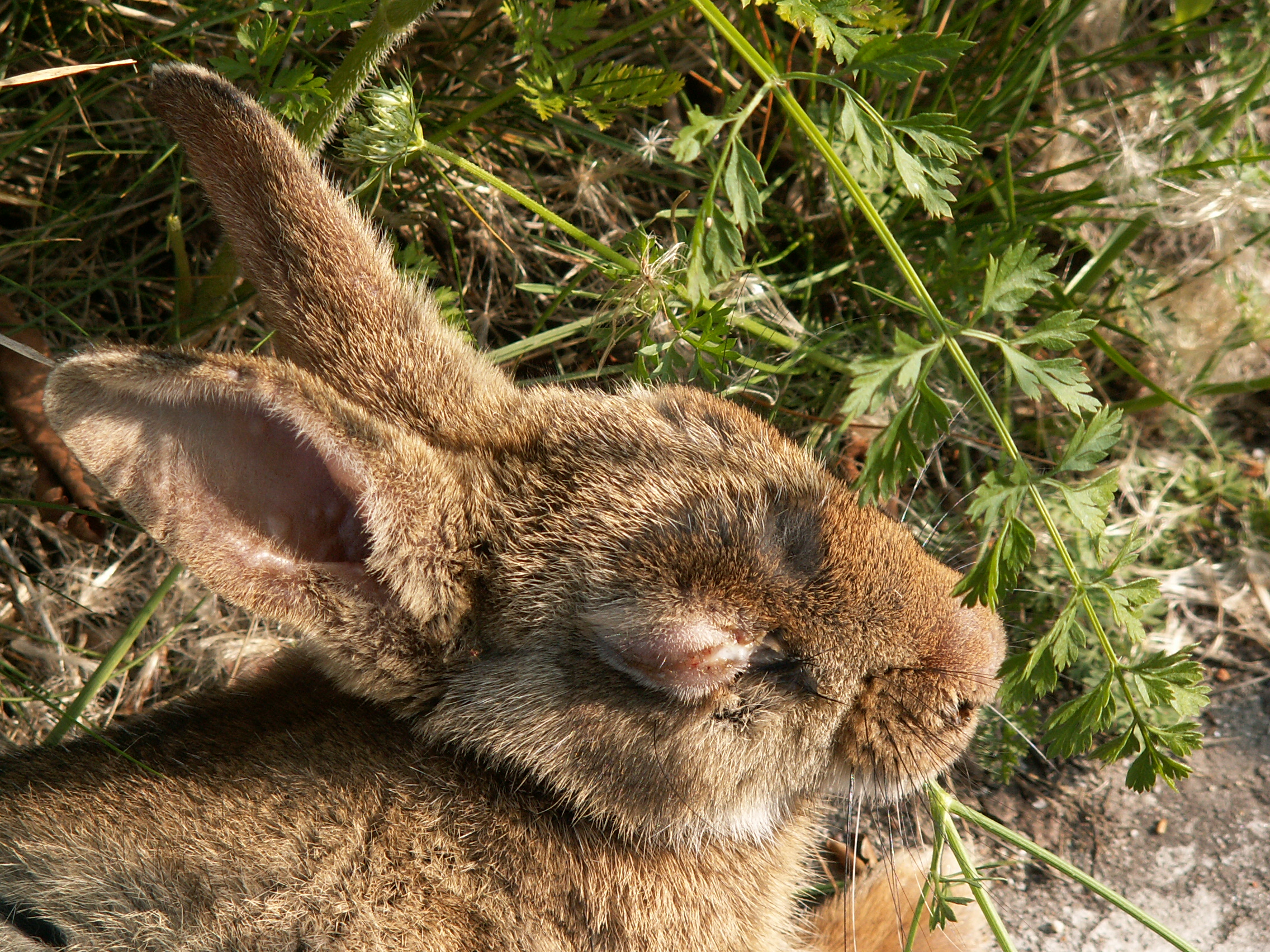
Um coelho-europeu com mixomatose.

Os coelhos podem contrair tularemia, doença transmissível ao homem que lida com coelhos doentes (veja tularemia). Outra doença, a mixomatose, antigamente só ocorria naturalmente em algumas espécies da família do coelho, existentes na América do Sul. Mas o homem a introduziu na Austrália com o propósito de reduzir o número de coelhos selvagens europeus naquele país, onde, pela procriação rápida, causavam prejuízos às plantações.

## Reprodução

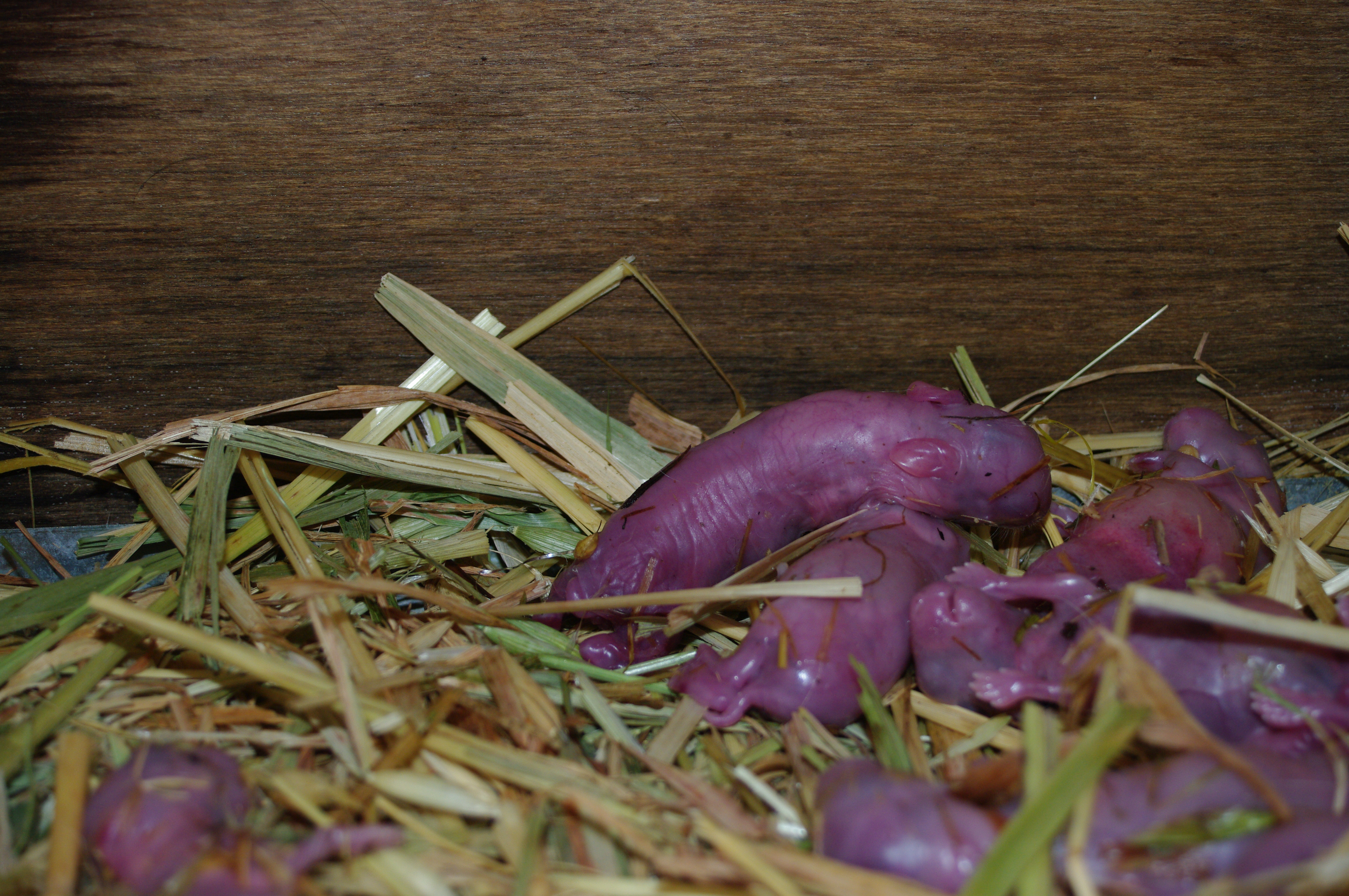
Filhotes de coelho doméstico engatinham 1 hora após o nascimento.

A gestação da coelha dura cerca de 30 dias. Geralmente nascem quatro a cinco láparos (filhotes de coelho) por vez, mas esse número varia de dois a nove. Os filhotes não enxergam nem ouvem, e não têm pelo. A mãe os mantém no ninho que cava no solo. Ela pode não ficar no ninho, mas permanece sempre perto. Forra o ninho e cobre os filhotes com capim e pelos, que arranca do próprio peito com os dentes. A cobertura esconde os coelhos recém-nascidos e ajuda a mantê-los aquecidos. Quando os láparos têm cerca de dez dias, já podem ver e ouvir, e possuem pelo macio.

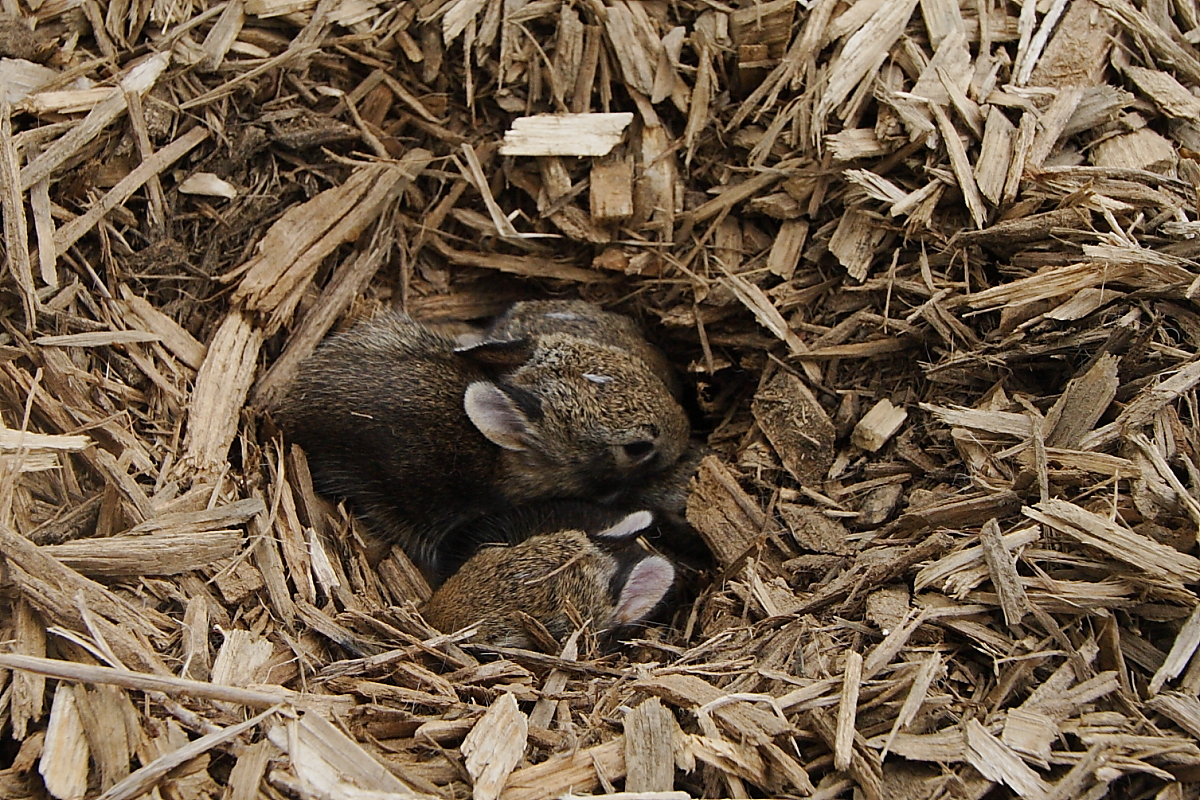
Ninho com jovem.

Cerca de duas semanas depois do nascimento, quando já têm uns 10 cm de comprimento, as crias deixam o ninho e escondem-se entre folhas e ervas altas. Geralmente cavam suas primeiras tocas próximo ao ninho. A coelha raramente cuida dos filhotes por mais de algumas semanas depois do nascimento. Algumas fêmeas do coelho-de-rabo-de-algodão começam a formar suas próprias famílias com menos de seis meses.
Os coelhos atingem a idade adulta com cerca de 10 meses. Com 1 ano já as fêmeas se podem reproduzir. Os coelhos vivem cerca de 5 a 6 anos, mas, se forem bem cuidados podem durar até 10 anos. Existem casos, raros, de exemplares que viveram até aos 15 anos.

## Classificação
Durante muito tempo, o coelho foi classificado como pertencente à ordem dos roedores, pelo fato de possuir o hábito de roer. Entretanto, por todas as características dessa espécie, ele é hoje enquadrado na ordem dos lagomorfos. Eis a sua classificação taxonômica:
- Filo: Chordata — Animais dotados de um eixo ou corda na fase embrionária, chamado notocórdio.
- Subfilo: Vertebrata — Animais possuidores de coluna vertebral.
- Classe: Mammalia — Animais dotados de pelos e cujas fêmeas alimentam suas crias.
- Ordem: Lagomorpha — Três espécies de animais pertencem a essa ordem: os coelhos, as lebres e os pikas, sendo que os dois primeiros despertam interesse econômico.
- Família: Leporidae — Coelhos e lebres compõem essa família
- Gênero: Oryctolagus.
- Espécie: Oryctolagus cuniculus.

A ordem dos lagomorfos exibe algumas características que a diferenciam da referentes aos roedores, entre as quais são as seguintes:
- os animais da ordem dos lagomorfos possuem os membros anteriores bem menores que os roedores, fato que não se verifica entre os pertencentes à ordem dos roedores;[10]
- os lagomorfos têm orelhas grandes, ao contrário dos roedores que as possuem pequenas;[10]
- a principal distinção, no entanto, está em que os lagomorfos são dotados de quatro dentes na arcada dentária superior, contra apenas dois na ordem dos roedores.[10]

Os dois dentes a mais dos lagomorfos são pequenos e se localizam atrás dos dois dentes principais ou funcionais. Por isso, para se notar esses dois pequenos dentes excedentes dos lagomorfos é necessário observar a arcada dentária lateralmente, e não frontalmente.